# Qasr-e Schirin
Qasr-e Schirin (persisch قصر شيرين) ist eine Stadt in der iranischen Provinz Kermanschah in der Nähe der Grenze zum Irak. Die Stadt liegt auf der rechten Seite des Flusses Hulwan. Qasr-e Schirin war eine wichtige Karawanserei auf der Handelsroute, die Bagdad mit dem Iran verband.
Die Stadt beherbergt viele Ruinen aus der Periode der Sassaniden. So ließ z. B. der damalige persische Großkönig Chosrau II. um 600 n. Chr. einen Palast für seine Lieblingsfrau Schirin bauen. Nach ihr ist die Stadt heute benannt (Der Name der Stadt bedeutet Schirins Palast.), hieß jedoch früher Chosrawi und war damit nach ihm benannt.
Schah Abbas I. siedelte hier 900 kurdische Familien zum Schutz der damaligen türkisch-persischen Grenze an. 1639 wurde hier zwischen den Safawiden und den Osmanen der Vertrag von Qasr-e Schirin unterzeichnet, der 150 Jahre sporadischer Kriege zwischen den beiden Staaten über territoriale Konflikte beendete.
Im Ersten Weltkrieg war Qasr-e Schirin Sitz der von der deutschen Reichsregierung unterstützen „Provisorischen Regierung“, genannt „Komitee X“. Dieses stand unter Führung von Reza Qoli Khan Nezam al Saltaneh, dem Gouverneur von Lorestan, und Hassan Modarres.